# Le Luart

Le Luart este o comună în departamentul Sarthe, Franța. În 2009 avea o populație de 1,336 de locuitori.